# Hermanowo (Starogard Gdański)
Hermanowo (niem. Hermannshof) – dawny majątek (folwark), obecnie część miasta Starogard Gdański, położona w jego południowo-wschodniej części. Obejmuje rejon ulic: gen. Wł. Andersa, Południowa, Bohaterów Getta Warszawskiego, B. Prusa, Pelplińska (fragment), Gryfa Pomorskiego, Jana Heweliusza.
Miejscowy folwark w 1867 stanowił własność miasta. W 1930 miejscowe dzieci w liczbie 13 uczęszczały do Szkoły Powszechnej nr 1 przy ul. Warszawskiej w Starogardzie.